# Illustrierte Fremdenzeitung für Steiermark, Kärnten und Krain
Die Illustrierte Fremdenzeitung für Steiermark, Kärnten und Krain erschien als Nachfolger der Illustrierten österreichischen Alpenzeitung in den Jahren 1901 bis 1902. Danach wurde die Zeitung unter dem Titel "Illustrierte österreichische Alpenzeitung für Tirol, Vorarlberg, Salzburg, Oberösterreich, Steiermark, Kärnten, Krain u. d. Occupationsgebiet" bis 1908 fortgesetzt. 
Die Zeitung erschien anfangs alle 14 Tage, später nur noch monatlich, im Format 2°. 